# Hälltjärnen (Haverö socken, Medelpad, 691671-147751)
Hälltjärnen är en sjö i Ånge kommun i Medelpad och ingår i Ljungans huvudavrinningsområde.